# Angelo Copeta
Angiolino Copeta (Brescia, 24 aprile 1919 – 1980) è stato un pilota motociclistico italiano.

## Carriera
Per quanto riguarda le competizioni nel motomondiale, la sua carriera si è svolta integralmente nella Classe 125 alla guida di una MV Agusta.
Il suo debutto risale alla stagione 1952 e il suo unico successo risale al 1953 in occasione del Gran Premio motociclistico di Spagna.
Nel 1954 ha anche conquistato il titolo nazionale nel Campionato Italiano Seniores, sempre con una MV Agusta.
Dopo essersi ritirato dalle competizioni, per alcuni anni è stato concessionario delle Moto Iso a Vigevano e successivamente, tra il 1967 e 1972, ha prodotto motociclette con il marchio Rondine-Copeta.

## Risultati nel motomondiale
| 1952 | Classe | Moto      |    |   |   |    |   |  |     |     |  | Punti | Pos. |
| ---- | ------ | --------- | -- | - | - | -- | - |  | --- | --- |  | ----- | ---- |
| 1952 | 125    | MV Agusta | NE | 5 | 5 | NE | 4 |  | Rit | Rit |  | 7     | 7º   |

| 1953 | Classe | Moto      |   |  |    |   |    |  |    |   |   | Punti | Pos. |
| ---- | ------ | --------- | - |  | -- | - | -- |  | -- | - | - | ----- | ---- |
| 1953 | 125    | MV Agusta | 4 |  | NE | 4 | NE |  | NE | 4 | 1 | 17    | 4º   |

| 1954 | Classe | Moto      |    |  |   |    |  |  |    |     |  | Punti | Pos. |
| ---- | ------ | --------- | -- |  | - | -- |  |  | -- | --- |  | ----- | ---- |
| 1954 | 125    | MV Agusta | NE |  | 6 | NE |  |  | NE | Rit |  | 1     | 17º  |

| 1955 | Classe | Moto      |   |   |  |  |    |  |    |   |  | Punti | Pos. |
| ---- | ------ | --------- | - | - |  |  | -- |  | -- | - |  | ----- | ---- |
| 1955 | 125    | MV Agusta | 5 | 5 |  |  | NE |  | NE | 3 |  | 8     | 5º   |

| Legenda | 1º posto        | 2º posto            | 3º posto            | A punti      | Senza punti        | Grassetto – Pole position Corsivo – Giro più veloce |
| Legenda | Gara non valida | Non qual./Non part. | Ritirato/Non class. | Squalificato | '-' Dato non disp. | Grassetto – Pole position Corsivo – Giro più veloce |